# Šedounovití
Šedounovití (Hexanchidae) je prastará čeleď žraloků, jedna ze dvou čeledí nepočetného řádu šedouni.

## Charakteristika
Typickým znakem šedounovitých je přítomnost šesti (Hexanchus) nebo sedmi (Heptranchias, Notorynchus) párů žaberních štěrbin (drtivá většina ostatních žraloků má jen 5 štěrbin). Okraj první žaberní štěrbiny přitom nesahá až na hrdlo jako u úzce příbuzných štíhlounovitých. Ústa jsou umístěna na spodní straně hlavy. Zuby horní a spodní čelisti jsou typově jiné: zatímco v horní čelisti jsou zuby špičaté, zuby spodní čelisti jsou pilkovité a obdélníkové. Kostra šedounovitých je jen slabě vápenčitá, což je typický znak primitivních žraloků. Šedounovití mají jednu hřbetní ploutev a jednou řitní ploutev a prodlouženou ocasní ploutev. Dosahují délky od 1,4 metrů až takřka k 5 m u žraloka šedého.
Žraloci z čeledi šedounovití jsou široce rozšíření v Atlantském, Indickém a Tichém oceánu. Obývají chladné, vlažné i subtropické a tropické vody od pobřežních oblastí včetně zátok a zálivů po hluboké vody do hloubek 2500 m.

## Systematika
Jedná se o velmi starou čeleď žraloků, jejíž nejstarší zástupci jsou známi již z raného období jury. Taxonomie šedounů je neustále v pohybu, jeden z novějších druhů byl (znovu)ustanoven teprve v roce 2018. K recentním zástupcům šedounovitích patří:
- Heptranchias Rafinesque, 1810
  - Heptranchias perlo (Bonnaterre, 1788) – žralok sedmižábrý
- Hexanchus Rafinesque, 1810
  - Hexanchus griseus (Bonnaterre, 1788) – žralok šedý
  - Hexanchus nakamurai Teng, 1962 – žralok Nakamurův
  - Hexanchus vitulus Springer & Waller, 1969[4][6]
- Notorynchus Ayres, 1855
  - Notorynchus cepedianus (Péron, 1807) – žralok širokonosý